# Dhanvantari

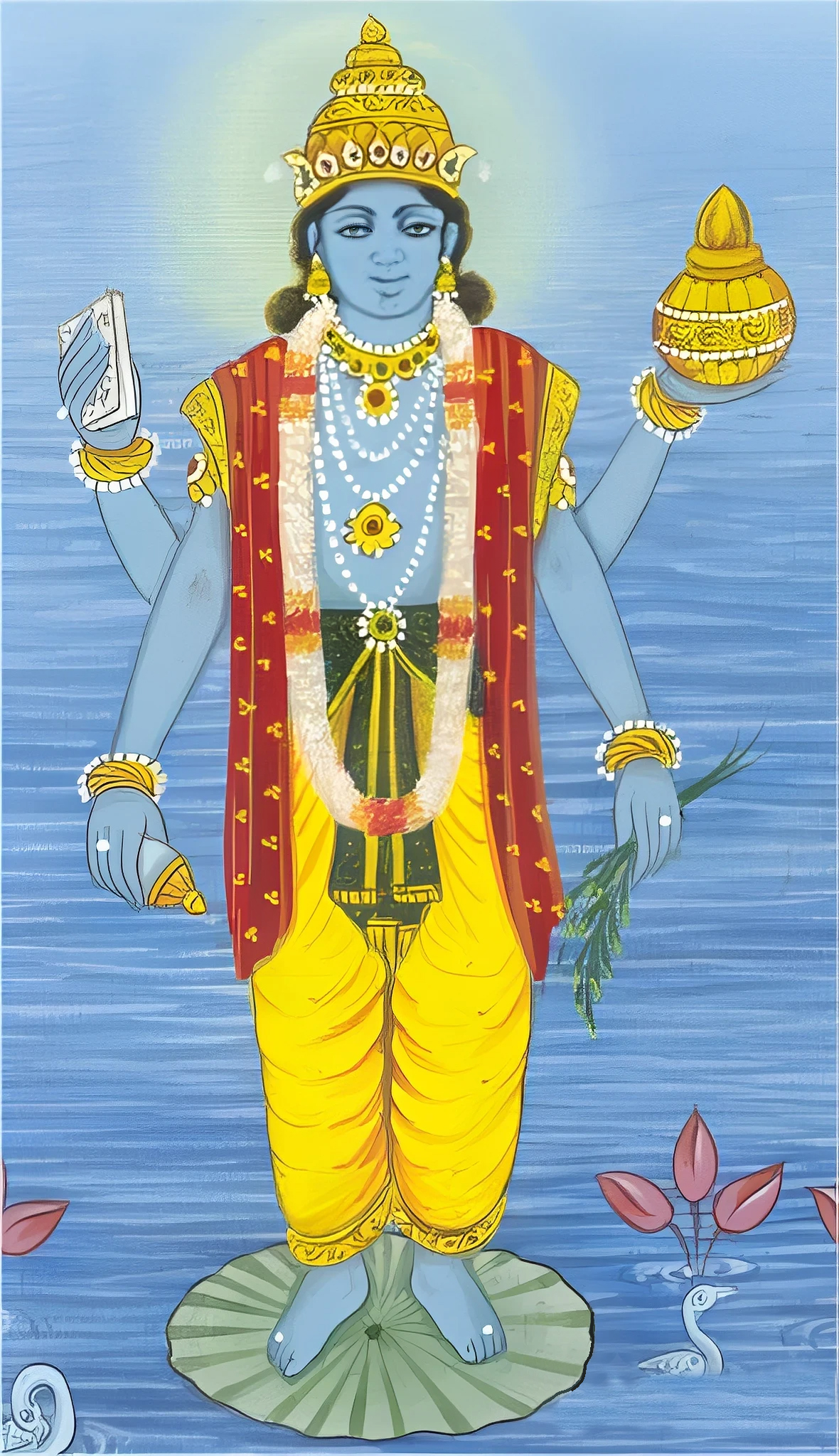
Dhanvantari taucht aus dem Milchozean auf, den Krug mit dem Nektar des Lebens in der Hand

Dhanvantari (Sanskrit धन्वन्तरि dhanvantari) gilt in der hinduistischen Mythologie als Arzt der Götter und Ursprung aller Heilkunst.
In einer Version der Überlieferung schickte ihn Indra auf die Erde, wo er als Königssohn in Kashi (Varanasi, früher Benares) geboren wurde. Der bekannte Mythos vom Milchozean dagegen berichtet über sein Erscheinen aus dem Urmeer. 
Doch schon die ältesten hinduistischen Schriften, die Veden, erwähnen Dhanvantari, der mit Kräutern und Medizin assoziiert wird. Die Puranas, alte Schriften über die Götter, beschreiben ihn als Inkarnation von Vishnu. Besonders Anhänger der alten indischen Medizin, des Ayurveda, betrachten ihn als ihren Schutzgott. Seine Verehrung beschränkt sich jedoch überwiegend auf den Süden Indiens, im Norden gibt es keine Dhanvantari Tempel.

## Ikonographie
Abbildungen zeigen Dhanvantari als schönen jungen Mann, gelb gekleidet, „stark wie ein Löwe“, manchmal mit zwei Händen dargestellt, oft wie Vishnu mit vier. In jedem Fall hält er den Topf mit dem Unsterblickeitstrank Amrita in einer Hand, häufig Kräuter in der anderen. Die weiteren Attribute können wechseln, Schneckenhorn, Diskus, oft Blutegel.